# ティエリー・フィッシャー
ティエリー・フィッシャー（Thierry Fischer, 1957年9月28日 - ）は、スイス出身の指揮者およびフルート奏者。

## 来歴
フルートをオーレル・ニコレに師事し、ヨーロッパ室内管弦楽団の首席フルート奏者として活躍、その後指揮者に転向し、ニコラウス・アーノンクール、クラウディオ・アバドの下で研鑽を積む。
2001年からアルスター管弦楽団の首席指揮者 (Principal Conductor) 、2006年から2012年までBBCウェールズ・ナショナル管弦楽団の首席指揮者、2009年から2023年までユタ交響楽団音楽監督を務めた。日本では、2008年から2011年まで名古屋フィルハーモニー交響楽団の常任指揮者を務めた。
2020年からサンパウロ州立交響楽団の音楽監督を務める。